# Ceratocentrus
Ceratocentrus är ett släkte av skalbaggar. Ceratocentrus ingår i familjen långhorningar.
Kladogram enligt Catalogue of Life:
| Ceratocentrus | \| \| Ceratocentrus drumonti \| \| \| \| \| \| Ceratocentrus principiensis \| \| \| \| \| \| Ceratocentrus spinicornis \| \| \| \| |
|               | \| \| Ceratocentrus drumonti \| \| \| \| \| \| Ceratocentrus principiensis \| \| \| \| \| \| Ceratocentrus spinicornis \| \| \| \| |
|               | Ceratocentrus drumonti |
|               | |
|               | Ceratocentrus principiensis |
|               | |
|               | Ceratocentrus spinicornis |
|               | |